# اتریل ویو
اتریل ویو (به انگلیسی: Ethereal Wave) که اتریل گوت یا به‌طور خلاصه اتریل نیز نامیده می‌شود، یکی از زیرسبک‌های موسیقی دارک ویو است.
این سبک با اصطلاحاتی همچون «وهم انگیز»، «خیالی» و «از دنیای دیگر» نیز توصیف می‌شود.
اتریل ویو اولین بار در انگلستان و در اوایل دههٔ ۱۹۸۰، به عنوان سبکی جدا شده از موسیقی گوتیک راک و توسط گروه‌هایی از جمله کوکتو تویینز، دیس مورتال کویل و دد کن دنس که همگی آثار خود را با همکاری شرکت ناشر 4AD منتشر می‌کردند، شکل گرفت.
در نیمهٔ دوم دههٔ ۱۹۸۰، توسعهٔ این سبک در ایالات متحده آمریکا ادامه پیدا کرد، هنرمندان و گروه‌هایی مانند ایریا (بعداً د مون سون تایمز نام گرفت) و هونلی بادیز، که گروهی متشکل از اعضای سابق گروه‌های دیس مورتال کویل و دد کن دنس بود، تأثیر بسزایی بر توسعه و شکل‌گیری این سبک داشتند.
سبک اتریل ویو، و به‌طور ویژه آثار گروه کوکتو تویینز، یکی از مهم‌ترین عناصر الهام‌بخش برای شکل‌گیری جنبش دریم پاپ/شوگیزینگ در اواخر دههٔ ۱۹۸۰ بود.